# Arènes de Cimiez

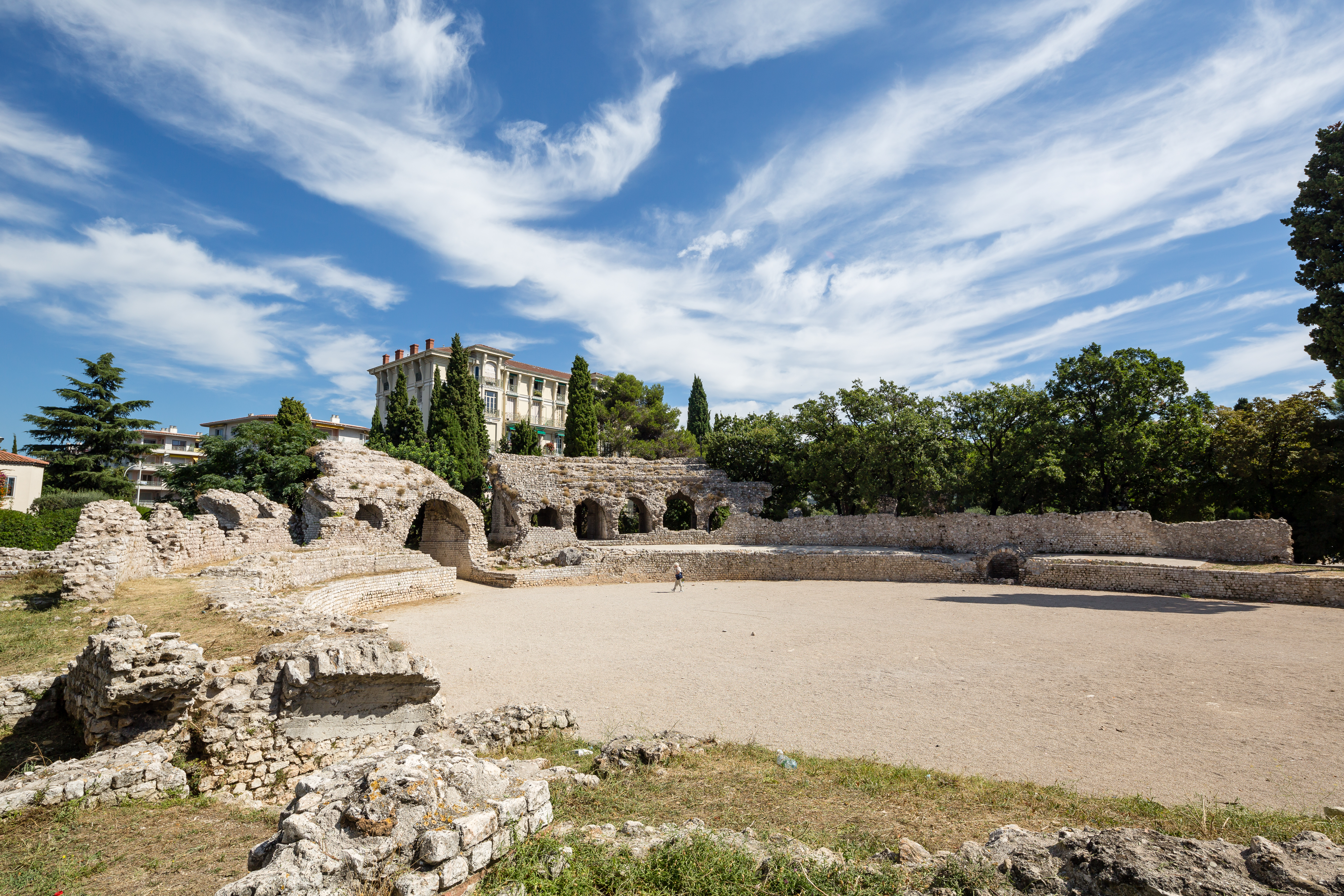
Arènes de Cimiez

Plan

Das Amphitheater von Cimiez (französisch Arènes de Cimiez) ist ein römisches Amphitheater in Nizza. Das Bauwerk im Stadtviertel Cimiez, dem antiken Cemenelum, ist aufgrund eines Erlasses vom 13. Mai 1965 als Monument historique klassifiziert.

## Beschreibung
Das Amphitheater bildet eine Ellipse mit einer Länge von 67 Metern und einer Breite von 56 Metern. Im 2. Jahrhundert wurde zunächst eine schlichte Arena gebaut, die als Übungsort für die in Cemenelum stationierten Kohorten diente. Das Bauwerk wurde im 3. Jahrhundert durch den Anbau von Sitzreihen erweitert.
Im Gebäude fanden Spiele zur Unterhaltung der Bevölkerung von Cemenelum, der Hauptstadt der Provinz Alpes Maritimae, statt. Das Amphitheater war ausgestattet mit einem Velarium, von dem einige Ankerpunkte noch erkennbar sind.
Obwohl das Amphitheater von Cemenelum durchaus ansehnliche Ausmaße hat, gehört es unter den im heutigen Frankreich bekannten römischen Amphitheatern zu den kleinsten. Es bot 5000 Zuschauern Platz und befand sich unmittelbar nordöstlich der römischen Thermen am nordöstlichen Rand von Cemenelum.

## Verfall und Restaurierung
Ein befahrbarer Weg führte in nachrömischen Epochen lange Zeit direkt durch die Arena. Im Laufe der Jahrhunderte entstanden deutliche Schäden an dem Bauwerk, trotzdem ist ein großer Teil davon erhalten geblieben. Ende des 19. Jahrhunderts und zu Beginn des 20. Jahrhunderts wurden Restaurierungsarbeiten durchgeführt, die dem weiteren Verfall entgegenwirkten.

## Ausgrabungen und Funde
Die in der Arena gemachten Funde wurden konserviert und sind im Musée Archéologique de Nice-Cimiez ausgestellt. Zuletzt fanden 2007 und 2009 Ausgrabungen statt; 2008 wurden Maßnahmen zur Restaurierung durchgeführt.

## Veranstaltungen
Wie in der Antike wurde das Amphitheater auch in der jüngeren Vergangenheit für Veranstaltungen genutzt. Die Konzerte des Nice Jazz Festival fanden jahrelang hier statt, bis 2011 das Festival in die Innenstadt verlegt wurde.